# Apulia resupinata
Apulia resupinata är en insektsart som beskrevs av Young 1977. Apulia resupinata ingår i släktet Apulia och familjen dvärgstritar. Inga underarter finns listade i Catalogue of Life.